# Trångesjön
Trångesjön är en sjö i Munkedals kommun i Dalsland och ingår i Örekilsälvens huvudavrinningsområde. Sjön är 2,7 meter djup, har en yta på 0,06 kvadratkilometer och befinner sig 113 meter över havet.